# Randall County
Das Randall County ist ein County im Bundesstaat Texas der Vereinigten Staaten. Das U.S. Census Bureau hat bei der Volkszählung 2020 eine Einwohnerzahl von 140.753 ermittelt. Der Sitz der County-Verwaltung (County Seat) befindet sich in Canyon.

## Geographie
Das County liegt im Nordwesten von Texas, im Texas Panhandle, ist im Westen etwa 70 km von New Mexico und im Norden etwa 120 km von Oklahoma entfernt. Es hat eine Fläche von 2389 Quadratkilometern, wovon 21 Quadratkilometer Wasserfläche sind. Es grenzt im Uhrzeigersinn an folgende Countys: Potter County, Armstrong County, Swisher County, Castro County und Deaf Smith County.

## Geschichte
Randall County wurde 1876 aus Teilen des Bexar County gebildet. Benannt wurde es nach Horace Randal, einem General der Konföderierten Armee.

## Demografische Daten

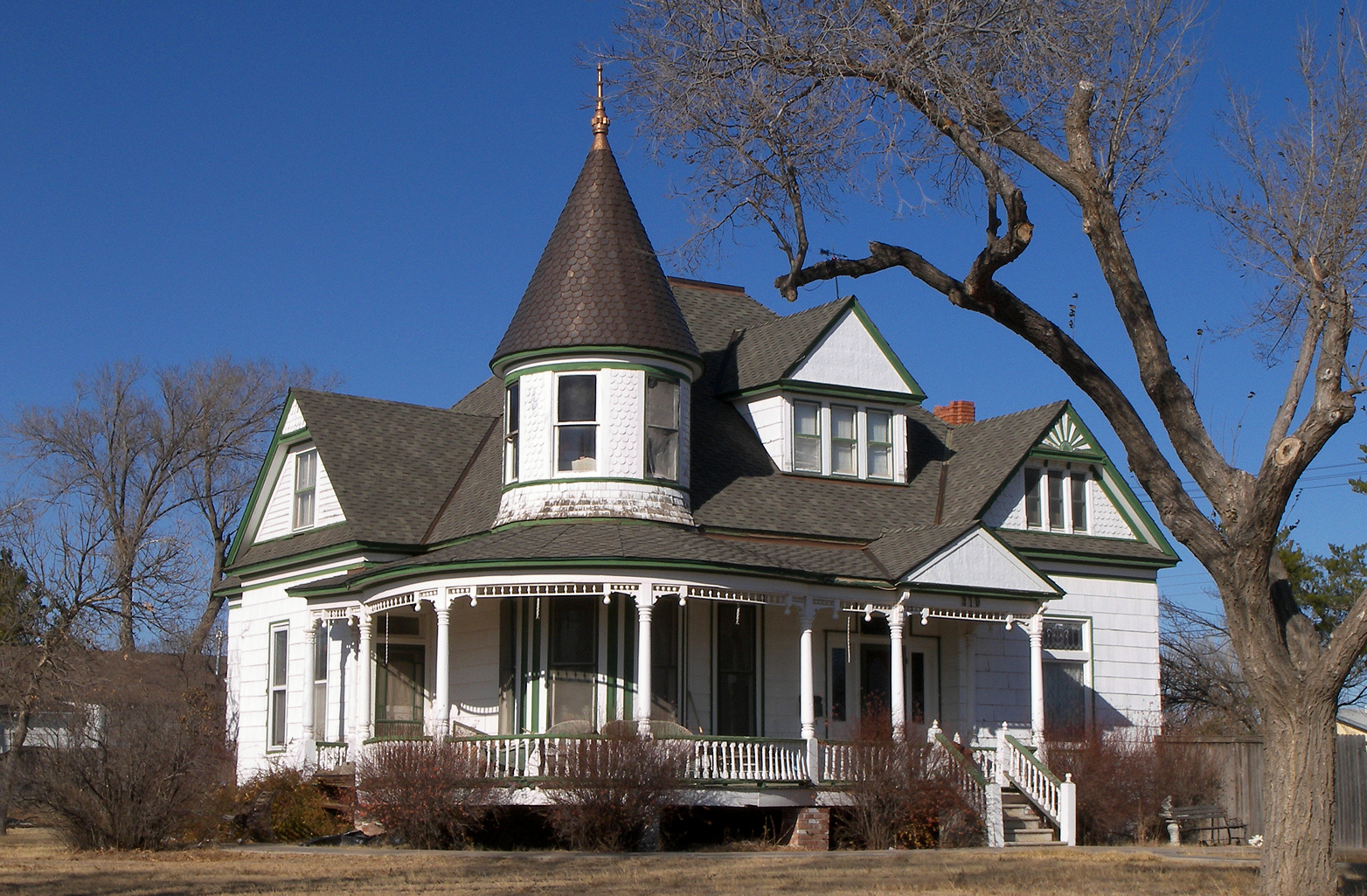
Das L. T. Lester House steht seit September 1978 im NRHP.

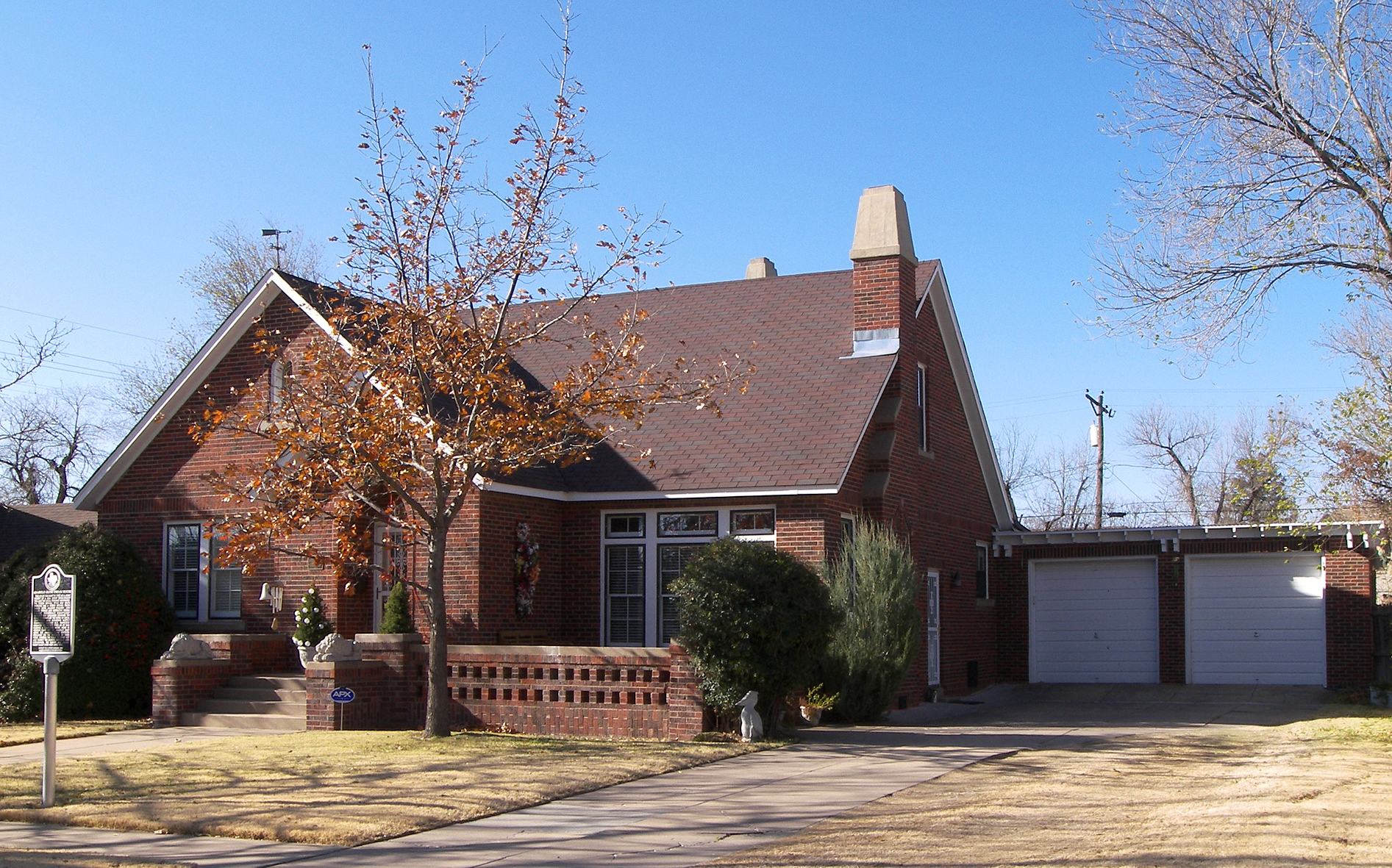
Das Amarillo Globe Dream House wurde im Dezember 1997 in das NRHP aufgenommen.

Nach der Volkszählung im Jahr 2000 lebten im Randall County 104.312 Menschen. Davon wohnten 1.766 Personen in Sammelunterkünften, die anderen Einwohner lebten in 41.240 Haushalten und 28.785 Familien. Die Bevölkerungsdichte betrug 44 Einwohner pro Quadratkilometer. Ethnisch betrachtet setzte sich die Bevölkerung zusammen aus 90,44 Prozent Weißen, 1,50 Prozent Afroamerikanern, 0,65 Prozent amerikanischen Ureinwohnern, 1,03 Prozent Asiaten, 0,03 Prozent Bewohnern aus dem pazifischen Inselraum und 4,71 Prozent aus anderen ethnischen Gruppen; 1,64 Prozent stammten von zwei oder mehr ethnischen Gruppen ab. 10,27 Prozent der Einwohner waren spanischer oder lateinamerikanischer Abstammung.
Von den 41.240 Haushalten hatten 33,9 Prozent Kinder oder Jugendliche, die mit ihnen zusammen lebten. 57,5 Prozent waren verheiratete, zusammenlebende Paare 9,2 Prozent waren allein erziehende Mütter und 30,2 Prozent waren keine Familien. 25,4 Prozent waren Singlehaushalte und in 8,5 Prozent lebten Menschen im Alter von 65 Jahren oder darüber. Die durchschnittliche Haushaltsgröße betrug 2,49 und die durchschnittliche Familiengröße betrug 3,00 Personen.
26,1 Prozent der Bevölkerung war unter 18 Jahre alt, 11,2 Prozent zwischen 18 und 24, 28,4 Prozent zwischen 25 und 44, 22,4 Prozent zwischen 45 und 64 und 11,9 Prozent waren 65 Jahre alt oder älter. Das Durchschnittsalter betrug 35 Jahre. Auf 100 weibliche Personen kamen 94,7 männliche Personen und auf 100 Frauen im Alter ab 18 Jahren kamen 91,2 Männer.

Das jährliche Durchschnittseinkommen eines Haushalts betrug 42.712 USD, das Durchschnittseinkommen einer Familie betrug 52.420 USD. Männer hatten ein Durchschnittseinkommen von 36.333 USD, Frauen 25.358 USD. Das Prokopfeinkommen betrug 21.840 USD. 5,7 Prozent der Familien und 8,1 Prozent der Einwohner lebten unterhalb der Armutsgrenze.

## Kultur und Sehenswürdigkeiten

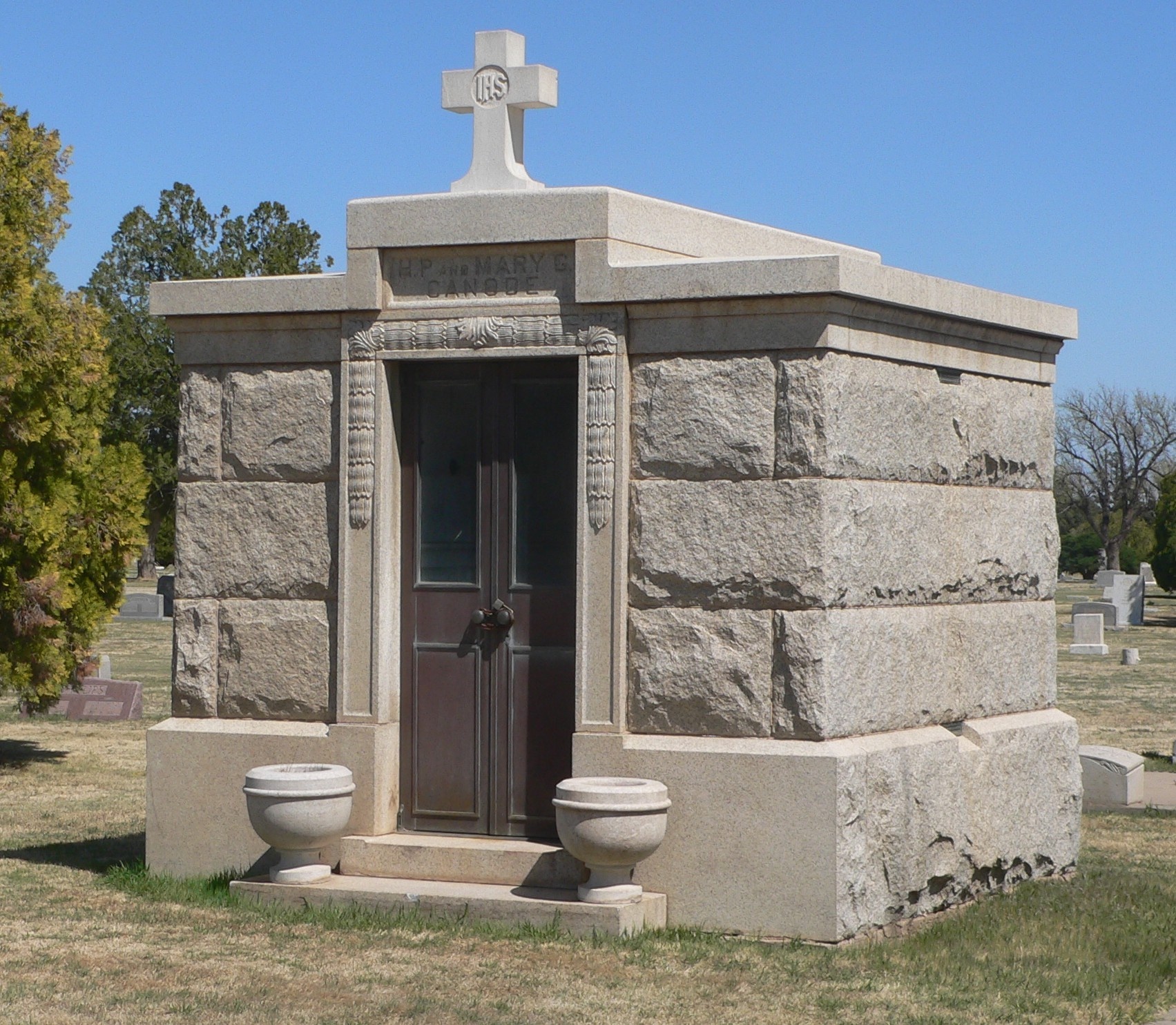
Mausoleum im Llano Cemetery Historic District. Dieser Friedhof in Amarillo wurde im Mai 1992 in das NRHP eingetragen.

Drei Bauwerke und ein historischer Bezirk (Historic District) sind im National Register of Historic Places („Nationales Verzeichnis historischer Orte“; NRHP) eingetragen (Stand 1. Dezember 2021), das  	Amarillo Globe Dream House, das L. T. Lester House, die St. Mary’s Catholic Church und der Llano Cemetery Historic District.

## Orte im County
- Amarillo
- Canyon
- Cleta
- Happy
- Lake Tanglewood
- Ogg
- Palisades
- Timbercreek Canyon
- Umbarger
- Zita